# 末広駅 (北海道)
末広駅（すえひろえき）は、北海道夕張市末広にあった夕張鉄道の駅（廃駅）である。夕張鉄道線の合理化に伴い1971年（昭和46年）に廃止された。

## 歴史
- 1956年（昭和31年）
  - 8月11日：末広臨時停留場として開設。
  - 12月1日：末広駅として正式認可・開業。
- 1960年（昭和35年）7月1日：連絡運輸開始。
- 1971年（昭和46年）11月15日：廃止。

## 駅構造
単式ホーム1面1線の地上駅であり、無人駅であった。

## 駅周辺
かつては新夕張炭鉱などの炭鉱住宅街であったが、現在は市営住宅が建つ。また、スキー場マウントレースイのホテルや、移転した石勝線夕張駅も近い。
- 夕張郵便局
- 夕張簡易裁判所

## 隣の駅
夕張鉄道
夕張鉄道線
鹿ノ谷駅 - 末広駅 - 夕張本町駅